# Kazakhmys Satpaïev
Le Kazakhmys Satpaïev est un club de hockey sur glace de Satpaïev au Kazakhstan. L'équipe est surnommée les « loups ».

## Historique
Le club est créé en 2002 sous le nom de Kazakhmys Karaganda.  Il a évolué dans le Championnat du Kazakhstan et parallèlement en Russie dans la Pervaya Liga puis Vyschaïa Liga. En 2006, l'équipe est transférée de Karaganda à Satpaïev.

## Palmarès
- Vainqueur du Championnat du Kazakhstan : 2006.
- Vainqueur de la Coupe du Kazakhstan : 2006, 2007.

## Saisons après saisons
Note : PJ : parties jouées, V : victoires, VP : victoires en prolongation ou en fusillade, D : défaites, N : matchs nuls, DP : défaite en prolongation, DP : défaite en prolongation ou en fusillade, Pts : Points, BP : buts pour, BC : buts contre.

### Saisons au Kazakhstan
| Saison  | PJ | V  | VP | N | DP | D | BP  | BC | Pts | Classement | Séries éliminatoires        |
| ------- | -- | -- | -- | - | -- | - | --- | -- | --- | ---------- | --------------------------- |
| 2007-08 |    |    |    | - |    |   |     |    |     | ?e/ place  | 4e/6 du tour final          |
| 2006-07 | 24 | 16 | 1  | 0 | 1  | 6 | 119 | 50 | 51  | 2e/7 place | Pas de séries éliminatoires |
| 2005-06 | 20 | 14 | 0  | 2 | 1  | 3 | 89  | 33 | 45  | 1e/6 place | Pas de séries éliminatoires |
| 2004-05 | 28 | 23 | 1  | 0 | 0  | 4 | 159 | 44 | 71  | 2e/8 place | Pas de séries éliminatoires |
| 2003-04 | 24 | 17 | -  | 2 | -  | 5 | 163 | 47 | 36  | 3e/7 place | Pas de séries éliminatoires |
| 2002-03 | 24 | 17 | -  | 2 | -  | 5 | 138 | 62 | 36  | 2e/7 place | Pas de séries éliminatoires |

### Saisons en Vyschaïa Liga
| Saison  | PJ | V  | VP | N | DP | D  | BP  | BC  | Pts | Classement                    | Séries éliminatoires |
| ------- | -- | -- | -- | - | -- | -- | --- | --- | --- | ----------------------------- | --- |
| 2007-08 | 52 | 26 | 6  | - | 4  | 16 | 176 | 151 | 94  | 4e/14 place de la poule ouest | HK Sokol Kiev 3-0 (huitième-finale) HK Dmitrov 3-0 (quart de finale) Khimik Voskressensk 3-0 (demi-finale) Dizel Penza 6-1 (petite-finale) |
| 2006-07 | 56 | 31 | 2  | 6 | 2  | 15 | 184 | 129 | 105 | 3e/15 place de la poule ouest | Non autorisé à participer aux séries |
| 2005-06 | 48 | 25 | 4  | 7 | 0  | 12 | 139 | 114 | 90  | 3e/13 place de la poule ouest | Non autorisé à participer aux séries |
| 2004-05 | 52 | 28 | 1  | 6 | 0  | 17 | 167 | 119 | 92  | 6e/14 place de la poule ouest | Non autorisé à participer aux séries |

### Saison en Pervaya Liga
| Saison  | PJ | V  | VP | N | DP | D  | BP  | BC  | Pts | Classement                               | Séries éliminatoires        |
| ------- | -- | -- | -- | - | -- | -- | --- | --- | --- | ---------------------------------------- | --------------------------- |
| 2003-04 | 54 | 38 | 0  | 6 | 0  | 10 | 245 | 112 | 120 | 3e/10 place de la zone Sibérie orientale | Pas de séries éliminatoires |